# Traglia

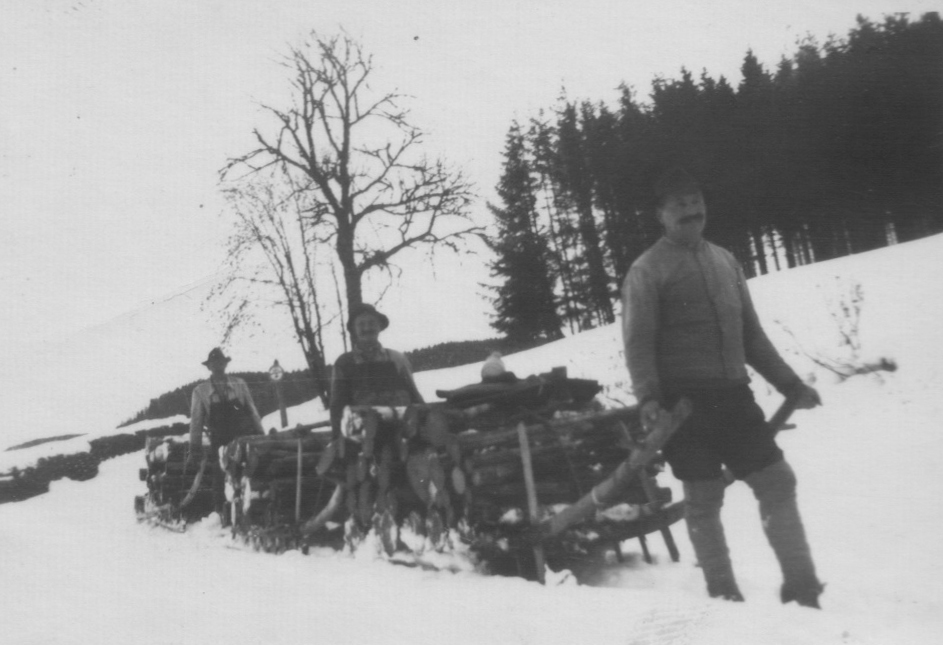
Traglie sulla neve 1945

La traglia o traia o treggia è un antico attrezzo agricolo usato sin dalla preistoria e più precisamente un mezzo per trasportare materiali (paglia, fieno, legna) tirato da una coppia di mucche o un bue o cavallo, a volte mosso da uomini (in situazioni con neve o forti pendenze).

## Struttura
È una specie di slitta o carro senza ruote, composta da due "soglie"  o pattini di legno unite da due assi su cui poggiano trasversalmente tre o più tavole fermate da sei legni a formare un piano di carico sul quale poggiare il materiale agricolo. Il legno usato per la realizzazione della traglia era generalmente un legno duro, resistente e di facile reperibilità come poteva essere quello di quercia e castagno. Una o due stanghe permettono di aggiogare animali da soma. I pattini possono essere rinforzati con una banda di ferro per evitarne il consumo sui fondi sassosi.
Veniva usata, principalmente in montagna, su terreni disagevoli e fondi sconnessi, al posto dei carretti, rispetto ai quali aveva i seguenti vantaggi:
- maggior robustezza
- facilità di costruzione
- minor ingombro
- versatilità di utilizzo, si può utilizzare in qualsiasi stagione, con neve e fango, su qualsiasi fondo, mulattiera, prato.

Prende nomi locali come:
- Traìn sul Lario
- Lesa nelle Quattro province
- Treggia in Toscana
- Traglia nel Sannio e in Lucania
- Sdraula in Irpinia
- Straula[3] in Sicilia
- Traja o Traia nel Centro Italia Lazio, Umbria, Abruzzo, Marche
- Musa nel Feltrino[4]

Attrezzo oggi sostituito da mezzi meccanici come trattorini e motocarriole, rimane nella tradizione, in feste, come la traglia di Jelsi che viene portata nella festa del grano in onore di sant'Anna, e fiere; è anche il mezzo che porta la povera donna nel carnevale di Cegni.